# Прато Саличе Сопрано (Кунео)
Прато Саличе Сопрано је насеље у Италији у округу Кунео, региону Пијемонт.
Према процени из 2011. у насељу је живело 50 становника. Насеље се налази на надморској висини од 480 м.